# At-Tayba, Maan
at-Tayba (arabiska: الطيبة), även at-Tayyiba eller at-Tayba al-Janubiyya ("Södra at-Tayba"), är en ort i Jordanien. Den ligger i provinsen Maan, i den sydvästra delen av landet, 190 km söder om huvudstaden Amman. Antalet invånare är omkring 4 000.